# Paul Bonhomme
Paul Bonhomme (22 de septiembre de 1964) es un expiloto acrobático británico que compitió en la Red Bull Air Race World Championship. Se proclamó campeón del mundo de la modalidad en 2009, 2010 y 2015, siendo uno de los mejores pilotos de la Red Bull Air Race de la historia.

## Red Bull Air Race
| Paul Bonhomme en la Red Bull Air Race World Championship | Paul Bonhomme en la Red Bull Air Race World Championship | Paul Bonhomme en la Red Bull Air Race World Championship | Paul Bonhomme en la Red Bull Air Race World Championship | Paul Bonhomme en la Red Bull Air Race World Championship | Paul Bonhomme en la Red Bull Air Race World Championship | Paul Bonhomme en la Red Bull Air Race World Championship | Paul Bonhomme en la Red Bull Air Race World Championship | Paul Bonhomme en la Red Bull Air Race World Championship | Paul Bonhomme en la Red Bull Air Race World Championship | Paul Bonhomme en la Red Bull Air Race World Championship | Paul Bonhomme en la Red Bull Air Race World Championship | Paul Bonhomme en la Red Bull Air Race World Championship | Paul Bonhomme en la Red Bull Air Race World Championship | Paul Bonhomme en la Red Bull Air Race World Championship | Paul Bonhomme en la Red Bull Air Race World Championship |
| Año                                                      | 1                                                        | 2                                                        | 3                                                        | 4                                                        | 5                                                        | 6                                                        | 7                                                        | 8                                                        | 9                                                        | 10                                                       | 11                                                       | 12                                                       | Puntos                                                   | Victorias                                                | Ranking final                                            |
| -------------------------------------------------------- | -------------------------------------------------------- | -------------------------------------------------------- | -------------------------------------------------------- | -------------------------------------------------------- | -------------------------------------------------------- | -------------------------------------------------------- | -------------------------------------------------------- | -------------------------------------------------------- | -------------------------------------------------------- | -------------------------------------------------------- | -------------------------------------------------------- | -------------------------------------------------------- | -------------------------------------------------------- | -------------------------------------------------------- | -------------------------------------------------------- |
| 2003                                                     | 3rd                                                      | NC                                                       |                                                          |                                                          |                                                          |                                                          |                                                          |                                                          |                                                          |                                                          |                                                          |                                                          | 0                                                        | 0                                                        | NC                                                       |
| 2004                                                     | 6th                                                      | 7th                                                      | 6th                                                      |                                                          |                                                          |                                                          |                                                          |                                                          |                                                          |                                                          |                                                          |                                                          | 2                                                        | 0                                                        | 8th                                                      |
| 2005                                                     | 6th                                                      | 7th                                                      | 3rd                                                      | 3rd                                                      | 5th                                                      | 3rd                                                      | 5th                                                      |                                                          |                                                          |                                                          |                                                          |                                                          | 17                                                       | 0                                                        | 5th                                                      |
| 2006                                                     | 7th                                                      | 8th                                                      | 6th                                                      | CAN                                                      | 2nd                                                      | 2nd                                                      | 1st                                                      | 3rd                                                      | 2nd                                                      |                                                          |                                                          |                                                          | 26                                                       | 1                                                        | 4th                                                      |
| 2007                                                     | 3rd                                                      | 1st                                                      | 2nd                                                      | 2nd                                                      | CAN                                                      | 1st                                                      | 2nd                                                      | 3rd                                                      | 3rd                                                      | 1st                                                      | CAN                                                      | 5th                                                      | 47                                                       | 3                                                        | 2nd                                                      |
| 2008                                                     | 1st                                                      | 1st                                                      | 2nd                                                      | CAN                                                      | 1st                                                      | 7th                                                      | 3rd                                                      | 10th                                                     | CAN                                                      | 1st                                                      |                                                          |                                                          | 54                                                       | 4                                                        | 2nd                                                      |
| 2009                                                     | 2nd                                                      | 2nd                                                      | 1st                                                      | 2nd                                                      | 1st                                                      | 1st                                                      |                                                          |                                                          |                                                          |                                                          |                                                          |                                                          | 67                                                       | 3                                                        | 1st                                                      |
| 2010                                                     | 1st                                                      | 3rd                                                      | 3rd                                                      | 2nd                                                      | 1st                                                      | 2nd                                                      | CAN                                                      | CAN                                                      |                                                          |                                                          |                                                          |                                                          | 64                                                       | 2                                                        | 1st                                                      |
| 2014                                                     | 1st                                                      | 2nd                                                      | 5th                                                      | 5th                                                      | 1st                                                      | 5th                                                      | CAN                                                      | 5th                                                      |                                                          |                                                          |                                                          |                                                          | 51                                                       | 2                                                        | 3rd                                                      |
| 2015                                                     | 1st                                                      | 1st                                                      | 8th                                                      | 2nd                                                      | 1st                                                      | 2nd                                                      | 1st                                                      | 2nd                                                      |                                                          |                                                          |                                                          |                                                          | 76                                                       | 4                                                        | 1st                                                      |

Significado de símbolos:
- CAN: Cancelado
- DNP: No participó
- DNQ: No se clasificó
- DSQ: Descalificado